# Lüssumer Straße

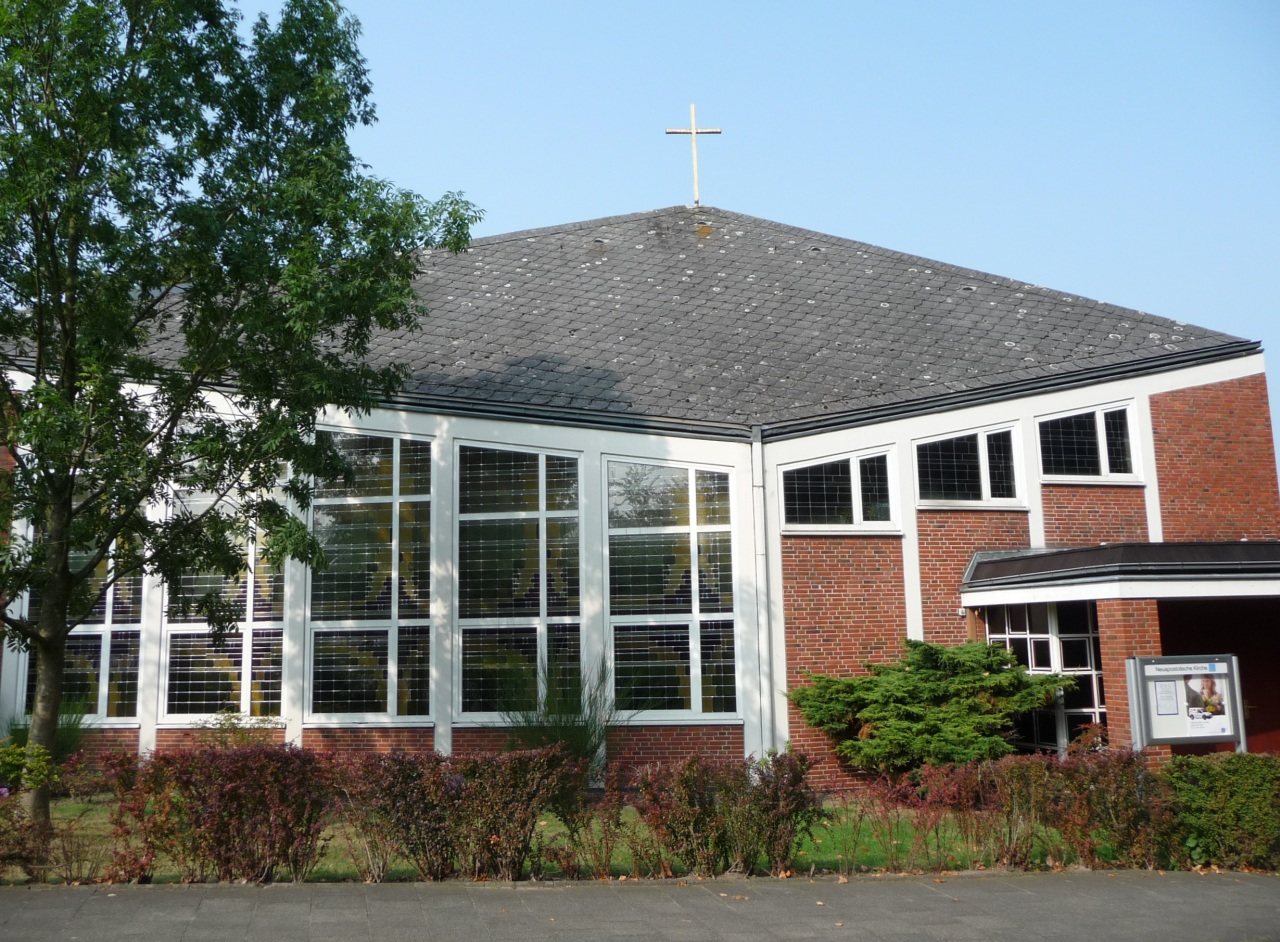
Nr. 32: ehem. Neuapostolische Kirche

Die Lüssumer Straße ist eine zentrale Durchgangsstraße in Bremen-Nord, Stadtteil Blumenthal; sie trennt die Ortsteile Blumenthal und Lüssum und führt von der Landrat-Christians-Straße bis zur Schwaneweder Straße.
Die Querstraßen und Anschlussstraßen wurden u. a. benannt als Landrat-Christians-Straße: 1952 nach dem Pädagogen und Landrat Ludwig Christians (1875–1940); Jenny-Ries-Platz: 2017 nach der ermordeten jüdischen Kauffrau (1867–1942), Lüder-Clüver-Straße nach dem Präsidenten der Ritterschaft des Herzogtums Bremen von 1580 bis 1596 († 1615), Fresenbergstraße nach einem dort wohnenden Friesen, Auestraße nach der Blumenthaler Aue, Cord-Steding-Straße nach einem Adeligen (15. Jh.) Besitzer der Güter von Burgwall, Wigmodistraße nach dem altsächsischen Gau von um 800, Burgwall und Burgweg nach dem Wall von 1409 und der Burg Blomendal vom 13. Jahrhundert, Autobahnzubringer A 270, Martin-Luther-Straße nach dem Reformator (1483–1546), Wasserwerksgang als Zufahrt zum Wasserwerk, Hakenwehrstraße nach den Hökern = Händlern an der Straße (1440 als Cromerstraße nach den Krämern benannt), Wierenstraße nach den Wieren = Weiden, Godenweg nach dem altgermanischen Gott Wodan, Bockhorner Weg nach der früheren Gemeinde Borchhorn von 1032, unbenannter Weg zur Kürtenstr., unbenannter  Weg zur Senator-Degegener-Str., Liebrechtstraße nach dem Landrat Dr. Liebrecht vom Amt Blumenthal im späteren Kreis Blumenthal, Kreinsloger nach dem Kreins- = Krähenlager; Landrat-Berthold-Straße: benannt nach Paul Berthold, dem ersten Landrat des Kreises Blumenthal und Schwaneweder Straße nach der Gemeinde zu der sie führt; ansonsten siehe beim Link zu den Straßen.

## Geschichte

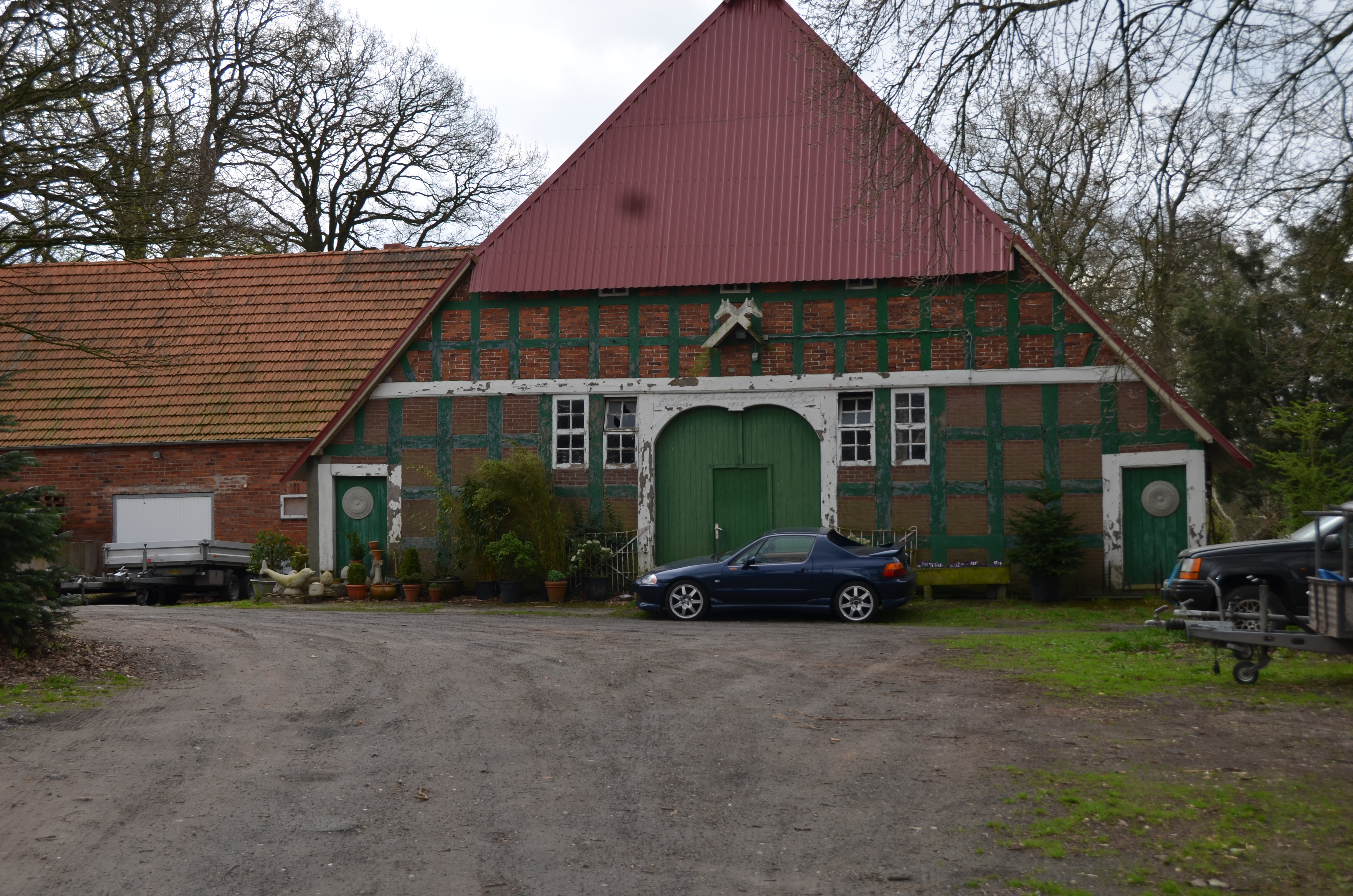

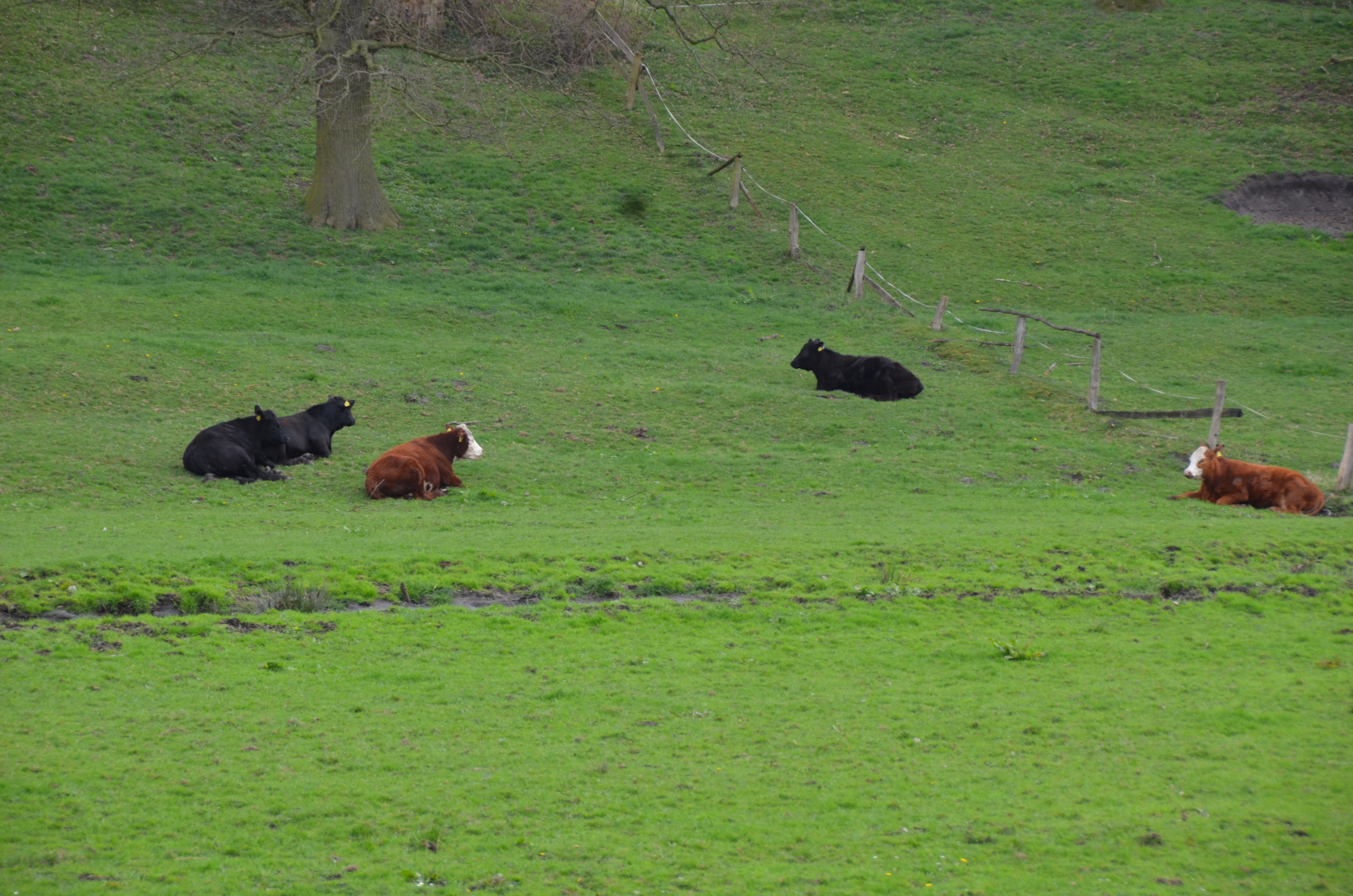

### Name
Die Lüssumer Straße wurde nach der bis 1907 selbstständigen Gemeinde Lüssum benannt. Der Ort hieß 1492 Lusen, dann Lüszen und 1542 Lussen. Die Deutung des Namens aus der urkundlichen Bezeichnung villa Liusci ist nicht gewährleistet.

### Entwicklung
Der 1894 gegründete Spar- und Bauverein Blumenthal errichtete das erste Gebäude der Genossenschaft in der Lüssumer Straße.
Von 1917 bis 1927 gab es die Lüssumer Lichtspiele, Lüssumer Straße 97.

1960 entstand die Neuapostolische-Kirche.

### Verkehr
Der Autobahnanschluss Bremen-Blumenthal der Bundesautobahn 270 erschließt hier seit 2009 den Stadtteil für den Fernverkehr.
2007 bot die NordWestBahn einen Vorlaufbetrieb auf der für den Personenverkehr der reaktivierten Bahnstrecke Bremen-Farge–Bremen-Vegesack (Farge Bremen) von 1888 an.

Die Regio-S-Bahn Bremen/Niedersachsen mit der Linie RS1 quert seit 2011 die Straße.
Im Nahverkehr in Bremen durchfährt die Buslinie 94 (Marßel ↔ Bf Burg ↔ Schwanewede) die Straße und es tangieren am Jenny-Ries-Platz die Buslinien 90 (Gröpelingen ↔ Neuenkirchen), 91 (Gröpelingen ↔ Rönnebeck), 92 (Gröpelingen ↔ Rönnebeck), 95 (Gröpelingen ↔ Bockhorn (oder Betriebshof Blumenthal)) und 96 (Ringverkehr Blumenthal).

## Gebäude und Anlagen
An der Straße stehen überwiegend ein- bis dreigeschossige Wohnhäuser.
Bremer Baudenkmale
- Lüssumer Straße Nr. 35: 2-gesch. verklinkertes, etwas barockisierendes Vierfamilienwohnhaus und frühere Werkswohnung von 1922 mit mittigen Giebelrisalit nach Plänen der Bauabteilung der Bremer Woll-Kämmerei, BWK.[2]
- Martin-Luther-Straße Nr. 1, 3, 14, 16: Wohnhausensemble der Bremer Woll-Kämmerei von 1913, 1922/24 und 1934 nach Plänen verschiedener Architekten.[3]
- Wigmodistraße Nr. 31a: Evangelisch-lutherische, neogotische Martin-Luther-Kirche (Blumenthal) als Backstein-Hallenkirche von 1903 nach Plänen von Karl Mohrmann.[4]

Erwähnenswerte Gebäude und Anlagen
- Nr. 1: 2-gesch. Bürohaus von um 1900 der AOK - Bremen/Bremerhaven - Geschäftsstelle Bremen-Blumenthal
- Nr. 5: 2-gesch. verfliestes Giebelwohnhaus von um 1900 mit zwei Anbauten
- Gleis der Regio-S-Bahn Bremen/Niedersachsen der Linie RS1 mit Parkplatz und Bahnhof Blumenthal
- Nr. 7: 2-gesch. Haus der Moschee der IGMG Bremen-Blumenthal
- Nr. 32: 1-gesch. ehemalige neuapostolische Kirche von 1960
- Nr. 36: 2-gesch. Autohaus
- Nr. 35: 2-gesch. verklinkertes Wohnhaus, s. oben
- Martin-Luther-Straße 2 bis 12: 3- bis 4-gesch. neuere Wohnhausanlage
- Nr. 54: 1-gesch. verputztes umgebautes Wohnhaus mit Mansarddach und prägenden Säuleneingang
- Brücke der Autobahn A 270
- Nr. 87: Kita
- Zwischen Nr. 74 bis Godeweg: Grünzone mit dem Dierksgraben
- Nr. 97: Hier waren von 1917 bis 1927 die Lüssumer Lichtspiele.
- Nr. 117: 1-gesch. Einkaufszentrum

Gedenktafeln
- Stolpersteine für die Opfer des Nationalsozialismus gemäß der Liste der Stolpersteine in Bremen:
  - Nr. 1 für Jenny Ries (1867–1942), Kauffrau, ermordet in Treblinka.